# Premio Félix Houphouët-Boigny
El Premio Félix Houphouët-Boigny es un galardón entregado a todos aquellas personas o entidades públicas y privadas que han realizado una contribución significativa para promover, buscar o salvaguardar la paz, de conformidad con la Carta de Naciones Unidas y la Constitución de la UNESCO. Fue creado en 1989 por una resolución apoyada por 120 países y adoptada por la Conferencia General de la UNESCO en su 25.º sesión  y lleva el nombre de Félix Houphouët-Boigny, primer presidente de Costa de Marfil tras su independencia de Francia el 7 de agosto de 1960.